# Chasmatopterus hirtulus hirtulus
Chasmatopterus hirtulus hirtulus é uma subespécie de insetos coleópteros polífagos pertencente à família Melolonthidae.
A autoridade científica da subespécie é Illiger, tendo sido descrita no ano de 1803.
Trata-se de uma subespécie presente no território português.